# Tanaorhinus formosana
Tanaorhinus formosana är en fjärilsart som beskrevs av Okano 1959. Tanaorhinus formosana ingår i släktet Tanaorhinus och familjen mätare. Inga underarter finns listade i Catalogue of Life.